# Биронт, Виталий Семёнович
Виталий Семёнович Биронт (29 января 1937 год — 23 мая 2011 год, Красноярск) — советский учёный-металловед и технолог металлов, доктор технических наук (1988), профессор, заслуженный работник высшей школы Российской Федерации (1999).
Окончил Молотовский (Пермский) авиационный техникум им. А. Д. Швецова (1955) и Всесоюзный заочный политехнический институт (1961).
В 1955—1968 годах работал в Красноярске на заводе «Сибтяжмаш»: сменный мастер термического отделения инструментального цеха, старший технолог и начальник технологического бюро термообработки и покрытий технического отдела, начальник отдела главного металлурга.
С 1968 года на научно-преподавательской работе в Красноярском институте цветных металлов им. М. И. Калинина (Институт цветных металлов и материаловедения СФУ). С 1969 г. зав. кафедрой «Металловедение и технология металлов», в 1978—1980 гг. декан технологического факультета, в 1980—1984 и 1988—1992 гг. — проректор института по научной работе. С 1986 г. возглавлял кафедру «Металловедение и термическая обработка металлов». На кафедре МиТОМ создал новую дисциплину «Металловедческая экспертиза».
Кандидат (1968), доктор (1988) технических наук. Тема докторской диссертации «Микродеформационно-термическая обработка металлов и сплавов с использованием циклического теплового и ультразвукового воздействия». Профессор.
Заслуженный работник высшей школы Российской Федерации (1999).
Умер 23 мая 2011 г. в Красноярске после тяжёлой болезни.
В 2012 г. на ученом совете СФУ было принято решение увековечить память профессора Биронта, присвоив его имя кафедре «Металловедение и термическая обработка металлов».
Сочинения:
- монография «Применение ультразвука при термической обработке металлов». М., Металлургия, 1977
- учебное пособие «Теория и технология термоциклической обработки металлов и сплавов».
- Теория термической обработки металлов : Теплофиз. основы и расчеты : Учеб. пособие для студентов вузов, обучающихся по специальности 110500 «Металловедение и терм. обраб. металлов» / В. С. Биронт; М-во образования Рос. Федерации. Краснояр. гос. акад. цв. металлов и золота. — Красноярск : Краснояр. гос. акад. цв. металлов и золота, 2001. — 132 с. : ил., табл.; 19 см; ISBN 5-8150-0085-X
- Диаграмма железо-углерод и фазовые превращения [Текст] : (учебное пособие для студентов металлургических специальностей 0407, 0404, 0402, 0408) / В. С. Биронт; рец. Р. А. Лейхтлинг ; М-во высш. и сред. спец. образования РСФСР, Краснояр. гос. ун-т, Краснояр. ин-т цв. металлов им. М. И. Калинина. — Красноярск : [б. и.], 1978. — 92 с. ; 20 см.
- Металлография : [учебное пособие для студентов металлургических специальностей 0407, 0404, 0402, 0408 по разделу : Металлография железо-углеродистых сплавов] / В. С. Биронт ; М-во высш. и сред. спец. образования РСФСР. — Красноярск : [Красноярский государственный университет], 1977. — 114 с. : рис.